# شهريار بحراني
شهريار بحراني مخرج إيراني من أصل بحراني من مواليد العاصمة طهران عام 1951، حاصل على شهادة جامعية بفرع الانيميشن من المعهد السينمائي في لندن. بدأ فعاليته الفنية عندما ساهم عام 1994 بتأسيس مكتب «مهاب» للأفلام السينمائية. يعمل مخرجًا وكاتبا للسيناريو وممثلًا ومونتيرًا، وله مواهب أخرى عديدة ومتنوعة.

## الأفلام
- 2009: مملكة سليمان
- 2000: مريم المقدسة
- 1997: الدنيا المقلوبة
- 1994: الهجوم على H3
- 1987: الهلع
- 1986: حامل العلم

## روابط خارجية
- شهريار بحراني على موقع IMDb (الإنجليزية)
- شهريار بحراني على موقع قاعدة بيانات الفيلم (الإنجليزية)